# Oliver Frankenbach
Oliver Frankenbach (* 2. September 1967) ist ein deutscher Fußballfunktionär.

## Werdegang
Nach seinem Studium der Betriebswirtschaftslehre mit dem Abschluss Diplom-Kaufmann an der Justus-Liebig-Universität in Gießen arbeitete er von 1995 bis 1998 in einer Steuerberatungsgesellschaft in Frankfurt am Main. 1998 begann seine Karriere beim Hessischen Bundesligisten Eintracht Frankfurt, von 2001 bis 2010 war er Geschäftsführer der Eintracht Frankfurt Sport-Marketing und Service GmbH und von 2001 bis 2015 Prokurist der Eintracht Frankfurt Fußball AG.
Von 2007 bis 2024 war er Geschäftsführer der Eintracht Frankfurt Museum GmbH und vom 1. September 2015 bis zum 31. Oktober 2024 Mitglied des Vorstandes der Eintracht Frankfurt Fußball AG, bei der er für Finanzen, Personal und IT zuständig war.
Im März 2024 hat Eintracht Frankfurt mitgeteilt, dass Frankenbach seinen bis 30. Juni 2026 laufenden Vertrag zum 30. Juni 2025 gekündigt habe. Auf eigenen Wunsch schied er zum 31. Oktober 2024 aus dem Amt aus.
Frankenbach ist verheiratet und hat ein Kind.